# Paweł Matuszek
Paweł Matuszek (ur. 23 grudnia 1972 w Żywcu) – polski dziennikarz i publicysta, autor opowiadań i powieści fantastycznych.

## Życiorys
Studiował Filozofię i Organizację Produkcji Telewizyjno-Filmowej. Mieszka i pracuje w Warszawie.
W latach 2006–2010 był redaktorem naczelnym miesięcznika „Nowa Fantastyka”, następnie w latach 2010–2011 – redaktorem naczelnym kwartalnika Fantasy & Science Fiction (edycja polska), wydawanego przez wydawnictwo Powergraph.
Jest autorem wydanej w 2011 r. powieści fantasy Kamienna Ćma, nominowanej do Nagrody im. Janusza A. Zajdla oraz wydanej w 2023 r. powieści sci-fi Zejście49, nagrodzonej tzw. „złotym wyróżnieniem” Nagrody im. Jerzego Żuławskiego.
Oprócz „Nowej Fantastyki” publikował recenzje literackie i komiksowe m.in. w „Przekroju”, „Życiu Warszawy”, „Ozonie”, „Aktiviście”, „Newsweeku” i „Fluidzie”.
Był jednym z jurorów pierwszej edycji Nagrody im. Jerzego Żuławskiego.

## Publikacje
- Kamienna ćma (powieść, wyd. Mag, 2011)
- Onikromos (powieść, wyd. Mag, 2016)
- Parabella (audiobook/powieść, Storytel, 2022)
- Zejście49 (powieść, wyd. IX, 2023)